# Castillo de Kostel
El Castillo de Kostel (en esloveno: Grad Kostel) es un castillo sobre la localidad de Kostel en el sureste de Eslovenia. Está situado en una colina escarpada sobre el río Kolpa, no lejos de la frontera con Croacia.
El sitio fue ocupado originalmente por una pequeña fortificación, que se amplió a un castillo entre 1247 y 1325 por los condes de Ortenburg, vasallos del Patriarcado de Aquileia.